# Szadżar ad-Durr
Szadżar ad-Durr, arab. شجر الدر (pełne imię: Szadżar ad-Durr Walidat al-Chalil as-Salihijja), zm. 27 albo 28 kwietnia 1257 – żona sułtana As-Saliha Ajjuba (1238 - 1249) oraz pierwszy sułtan z dynastii Mameluków, panująca od maja do końca lipca 1250 roku, po abdykacji współrządząca Egiptem wraz ze swoim małżonkiem Ajbakiem (1250 - 1257).

## Życiorys
Sżadzar ad-Durr była kipczacką niewolnicą As-Saliha Ajjuba (stąd As-Salihijja) i jego konkubiną. Swoje pochodzenie etniczne dzieliła zatem z większością mameluków As-Saliha, co było ważnym czynnikiem sprawiającym, że tworzyli oni razem jedną grupę interesów. Podczas uwięzienia As-Saliha w Al-Karaku w roku 1239/1240 Szadżar ad-Durr urodziła mu syna, Chalila. As-Salih uwolnił i poślubił matkę swojego potomka. Pomimo tego, że Chalil zmarł już po trzech miesiącach, odtąd Szadżar ad-Durr często używała jako swojego imienia zwrotu "Umm Chalil" – matka Chalila (w innej formie "Walidat al-Chalil"). Po tym, jak As-Salih zainstalował się w Egipcie, zerwał on z dotychczasowymi tradycjami i utworzył nowy scentralizowany rząd, oparty na najbliższych zausznikach, często należących do jego mameluków, nie zaś na swoich ajjubidzkich krewnych. Szadżar ad-Durr, jako osoba najbliższa sułtanowi, którą darzył całkowitym zaufaniem, pełniła szczególną rolę w tym schemacie rządów. Zgodnie z opinią ówczesnych kronikarzy "prowadziła ona sprawy królestwa podczas nieobecności As-Saliha spowodowanej jego udziałem w wojskowych ekspedycjach. Jej rozkazy były respektowane, jej dekrety wykonywane i używała ona pieczęci z napisem Umm Chalil". Według Amalii Levanoni "władza Szadżar ad-Durr oczywiście wywodziła się z silnych i scentralizowanych rządów jej męża i sposobu w jaki wymusił on respektowanie swojej woli na armii i wysokich urzędnikach rządowych. Jednak nawet As-Salih Ajjub nie mógł delegować swojej władzy na kobietę bez pogwałcenia muzułmańskiej tradycji. Stąd obszedł on ten problem za pomocą wybiegu, tj. delegował swoją władzę na rzecz swojego zmarłego syna Chalila, a następnie sprawił, że Szadżar ad-Durr formalnie działała w jego imieniu".
Szadżar ad-Durr prowadziła sprawy państwa także wtedy, kiedy As-Salih Ajjub był już do tego niezdolny, złożony śmiertelną chorobą w krytycznym momencie ataku VI wyprawy krzyżowej na Egipt w roku 1249. Kiedy sułtan ostatecznie zmarł 21 listopada 1249 roku, wdowa po nim niejako w naturalny sposób przejęła stery rządu. Działając w porozumieniu z emirem Fachr ad-Dinem, który objął stanowisko naczelnego dowódcy (atabak al-asakir), Szadżar ad-Durr zataiła śmierć swojego męża i sfałszowała jego podpis na dekretach nakazujących złożenie przysięgi lojalności sułtanowi i jego synowi, Al-Mu’azzamowi Turan Szahowi (1249 - 1250). Jednocześnie do Hisn Kajfy (dzis. Hasankeyf), gdzie przebywał Al-Mu’azzam, wysłano posłańców z wiadomością, by ten jak najszybciej przybył do Egiptu. W tym samym czasie odpierano ataki krzyżowców i w dniu 9 lutego 1250 roku Fachr ad-Din poległ w walce z nimi. Nie mianowano nowego głównodowodzącego i obok skarbu, który Szadżar ad-Durr już kontrolowała, przejęła ona teraz także zarząd nad sprawami wojskowymi.
Pomimo śmierci Fachr ad-Dina atak krzyżowców na obóz Ajjubidów w Al-Mansurze się nie powiódł i kampania utknęła w martwym punkcie. Al-Mu'azzam przybył do Egiptu 23 lutego, zaś niedługo potem nie widzący możliwości utrzymania swoich pozycji krzyżowcy podjęli decyzję o wycofaniu się do Damietty. W trakcie odwrotu w dniu 6 kwietnia król Ludwik IX (1226 - 1270) dostał się do ajjubidzkiej niewoli. Wydawało się, że ten triumf położy solidne podwaliny pod bezpieczne rządy nowego sułtana, w rzeczywistości jednak sytuacja okazała się całkowicie inna. Al-Mu’azzam objął rządy w Egipcie dzięki poparciu dawnego otoczenia swojego ojca, ale natychmiast po przybyciu na miejsce zaczął dążyć do zastąpienia tej starej elity ludźmi, którzy przybyli wraz z nim ze wschodu. Skutkiem tego zraził do siebie wszystkich jej najważniejszych przedstawicieli, w tym dowódców elitarnych regimentów mameluków Bahrytów i Dżamdarytów, kurdyjskich emirów, innych najwyższych urzędników swojego ojca, a także Szadżar ad-Durr. Szczególnie urażeni czuli się Bahryci, mamelucy będący najbliżej dawnego sułtana i posiadający bliskie relacje z wdową po nim, teraz stopniowo pozbawiani wszelkich wpływów. W rezultacie z podpuszczenia Szadżar ad-Durr Bahryci zawiązali spisek przeciwko młodemu sułtanowi i zamordowali go 2 maja 1250 roku.
Po zamordowaniu Al-Mu’azzama mamelucy postanowili, że to Szadżar ad-Durr obejmie sułtanat. W ich rozumieniu było to naturalne przedłużenie pozycji, którą cieszyła się już w przeszłości, ponadto zaś jej rządy miały symbolizować formalną kontynuację panowania ich pana, As-Saliha. Mamelucy uznawali ją zatem za dziedzica As-Saliha, twierdząc iż ta sama zasada, która pozwalała jej rządzić podczas nieobecności męża jako matka ich zmarłego syna Chalila, uzasadnia także jej dalsze rządy po śmierci małżonka. Pozostaje faktem, że Szadżar ad-Durr podczas swojego sułtanatu kontynuowała używanie pieczęci z napisem "Umm Chalil". Nie bez znaczenia przy podejmowaniu decyzji przez mameluków wydaje się także wspólny turecki rodowód ich i Szadżar ad-Durr, ponieważ wśród Turków panowały mniej restrykcyjne przekonania co do udziału kobiet w elicie plemiennej niż w arabskojęzycznych krajach islamu oraz generalnie skłonność do obdarzania kobiet większym szacunkiem. Wszystko to nie zmienia faktu, iż "chociaż kobiety już wcześniej sprawowały rządy jako królewskie małżonki oraz regentki, formalne uznanie Szadżar ad-Durr za władcę na swoich własnych prawach było czymś nieznanym na muzułmańskim Bliskim Wschodzie, przy jedynym precedensie w postaci sułtanatu Razijji (1236 - 1240) w Delhi".
Szadżar ad-Durr była wymieniana jako władca w kazaniu (chutbie) oraz wybijano w jej imieniu monety (sikka), co było czymś zastrzeżonym specyficznie dla sułtana. W związku z tym że była kobietą przy obejmowaniu przez nią władzy nie urządzono jednak tradycyjnej publicznej uroczystości złożenia ślubów wierności przez emirów i wyższych urzędników oraz odstąpiono od przeprowadzania ulicznej procesji, zwyczajowo odbywanej przez nowego sułtana, ponieważ na Bliskim Wschodzie kobiety z wyższych sfer pozostawały zamknięte w domu. Na swoich monetach Szadżar ad-Durr unika także używania własnego imienia, zamiast tego wprowadzając takie tytuły jak "al-Mustasimijja" (co miało być potwierdzeniem lojalności w stosunku do kalifa Al-Mustasima (1242 - 1258), "as-Salihijja" (odwołanie się do swojego męża as-Saliha), "Walidat al-Malik al-Mansur" (matka al-Malika al-Mansura, czyli zmarłego Chalila). Monety Szadżar ad-Durr potwierdzają zatem, że w poszukiwaniu legitymizacji swojej władzy poza kalifem odwoływała się do swojego zmarłego męża i syna, uważając się za prawowitą dziedziczkę sułtanatu Ajjubidów. Obok tytułu "sułtan" na jej monetach pojawia się także określenie "malikat al-muslimin" - "królowa muzułmanów". Pomimo podkreślania swojej lojalności w stosunku do kalifa, rządy Szadżar ad-Durr nigdy nie zostały przez niego uznane. 
Jako kobieta Szadżar ad-Durr nie mogła także sprawować funkcji naczelnego dowódcy (atabak al-asakir), zwyczajowo związanej z sułtanatem. W tej sytuacji urząd ten objął jeden z mameluków, Ajbak (1250 - 1257), "średniej rangi oficer" i "człowiek, który jak dotąd nie wsławił się żadnymi wielkimi osiągnięciami, wybrany być może dlatego, ponieważ wydawał się wystarczająco słaby, by być rządzonym przez swoich towarzyszy". Przysięga wierności miała być składana wspólnie Szadżar ad-Durr i Ajbakowi. Jednocześnie wdowa po sułtanie poślubiła Ajbaka, by, słowami jednego z komentatorów, uczynić go godnym jego nowej i znamienitej roli. Pomimo małżeństwa Szadżar ad-Durr miała jednak nigdy nie dopuścić Ajbaka do siebie. W lipcu 1250 roku kurdyjski regiment Al-Kajmarijja poddał Damaszek bez walki najpotężniejszemu z nadal panujących w Syrii Ajjubidów, rządzącemu w Aleppo An-Nasirowi Jusufowi (1236 - 1260). W sytuacji zagrożenia przez ajjubidzkich legitymistów, skupionych wokół An-Nasira, mamelucy uznali, że nie mogą dłużej pozwalać kobiecie na dzierżenie najwyższej władzy i 31 lipca 1250 roku Ajbak został ogłoszony sułtanem. Jednak już po czterech dniach abdykował, gdyż potężna frakcja Bahrytów dowodzona przez emirów Aktaja i Bajbarsa (1260 - 1277) doprowadziła do nominalnej restauracji dynastii Ajjubidów w osobie dziesięcioletniego prawnuka Al-Kamila (1218 - 1238), Al-Aszrafa Musy (1250 - 1254). "Formalnie Ajbak sprawował urząd atabega, lecz faktycznie rządził całym Egiptem, a nim rządziła Szadżar ad-Durr".
Intronizacja Al-Aszrafa Musy nie doprowadziła do przejednania syryjskich Ajjubidów, którzy zaczęli realizować swój plan odzyskania Egiptu. W dniu 3 lutego 1251 roku Ajbak pokonał armię An-Nasira Jusufa pod Kurą, w pobliżu Delty Nilu, odpierając tym samym atak najeźdźców. W roku 1253 mamelucy zawarli pokój z An-Nasirem. W sytuacji jedynie nominalnych rządów małoletniego sułtana walka o faktyczną władzę toczyła się pomiędzy frakcjami mameluków Ajbaka i Aktaja. Szadżar ad-Durr w tych politycznych rozgrywkach wspierała Ajbaka i ostatecznie ten w roku 1254 doprowadził do śmierci Aktaja oraz objął sułtanat po złożeniu z tronu Al-Aszrafa. Przez cały ten czas Szadżar ad-Durr sprawowała kontrolę nad skarbem i prowadziła sprawy państwa, nie dopuszczając do nich Ajbaka, któremu pozostawało zajmowanie się armią. By zdobyć pełnię władzy, Ajbak musiał uniezależnić się od swej żony i w tym celu zaaranżował swoje małżeństwo z córką władcy Mosulu Badr ad-Din Lulu (1232 - 1259). Kiedy Szadżar ad-Durr dowiedziała się o jego zamiarze, zorganizowała zamach na jego życie i Ajbak zginął zamordowany w trakcie kąpieli w swoim pałacu 11 kwietnia 1257 roku. Triumf Szadżar ad-Durr był jednak krótkotrwały. Jej przeciwnicy, na czele z mamelukami Ajbaka z regimentu Al-Mu'izzijja, skupili się teraz wokół jego małoletniego syna Al-Mansura Alego (1257 - 1259), który został ogłoszony sułtanem. Pomimo ochrony garstki dawnych mameluków As-Saliha, Szadżar ad-Durr została zabita i jej zwłoki znaleziono pod murami kairskiej cytadeli 28 kwietnia 1257 roku.